# 大路河紅軍石刻標語及紅軍墓
大路河紅軍石刻標語及紅軍墓位於四川省廣元市劍閣縣，文物遺址年代判定為1935年。2012年7月16日公佈為第八批四川省文物保護單位。
大路河紅軍石刻標語及紅軍墓位於四川省廣元市劍閣縣秀鐘鄉青嶺村4組境內。1935年初，紅四方面軍從巴中川陝革命根據地向西流竄，強渡嘉陵江防線，攻入劍閣縣境，並建立起新的蘇維埃根據地。紅軍鑽花隊鏡刻了大量的石刻標語，其中鎊刻最集中，內容最豐富當推秀鐘鄉青嶺村4組大路河場一帶標語，分佈面積2平方公里，刻幅面積近30平方米。這些祭語主要鎊刻在戲樓石柱上，橋頭石碑上，路邊巨石上，全系楷書陰刻。其署款有“政治部乙”“紅軍乙”、“乙”、“乙一一”等。這些署款都是當年紅軍部隊的代號。紅四方面軍在大路河駐紮一個月餘時間，設立了軍政部，財政部，紅軍醫院等。